# Sant Alban d'Ai
Sant Alban d'Ai (en francès Saint-Alban-d'Ay) és un municipi francès situat al departament de l'Ardecha i a la regió d'Alvèrnia-Roine-Alps. L'any 2007 tenia 1.266 habitants.

## Demografia

### Població
El 2007 la població de fet de Saint-Alban-d'Ay era de 1.266 persones. Hi havia 444 famílies de les quals 80 eren unipersonals (44 homes vivint sols i 36 dones vivint soles), 132 parelles sense fills, 212 parelles amb fills i 20 famílies monoparentals amb fills.
La població ha evolucionat segons el següent gràfic:
Habitants censats

### Habitatges
El 2007 hi havia 546 habitatges, 455 eren l'habitatge principal de la família, 88 eren segones residències i 3 estaven desocupats. 521 eren cases i 24 eren apartaments. Dels 455 habitatges principals, 383 estaven ocupats pels seus propietaris, 63 estaven llogats i ocupats pels llogaters i 9 estaven cedits a títol gratuït; 2 tenien una cambra, 19 en tenien dues, 75 en tenien tres, 185 en tenien quatre i 174 en tenien cinc o més. 364 habitatges disposaven pel capbaix d'una plaça de pàrquing. A 148 habitatges hi havia un automòbil i a 271 n'hi havia dos o més.

### Piràmide de població
La piràmide de població per edats i sexe el 2009 era:
| Homes | Edats   | Dones |
| ----- | ------- | ----- |
| 0     | 95 o +  | 0     |
| 0     | 90 a 94 | 4     |
| 4     | 85 a 89 | 12    |
| 0     | 80 a 84 | 4     |
| 16    | 75 a 79 | 24    |
| 44    | 70 a 74 | 28    |
| 12    | 65 a 69 | 12    |
| 32    | 60 a 64 | 32    |
| 36    | 55 a 59 | 12    |
| 40    | 50 a 54 | 56    |
| 48    | 45 a 49 | 32    |
| 52    | 40 a 44 | 64    |
| 16    | 35 a 39 | 32    |
| 48    | 30 a 34 | 36    |
| 20    | 25 a 29 | 32    |
| 36    | 20 a 24 | 24    |
| 68    | 15 a 19 | 36    |
| 40    | 10 a 14 | 52    |
| 32    | 5 a 9   | 36    |
| 28    | 0 a 4   | 32    |

## Economia
El 2007 la població en edat de treballar era de 814 persones, 603 eren actives i 211 eren inactives. De les 603 persones actives 553 estaven ocupades (316 homes i 237 dones) i 50 estaven aturades (20 homes i 30 dones). De les 211 persones inactives 71 estaven jubilades, 63 estaven estudiant i 77 estaven classificades com a «altres inactius».

### Ingressos
El 2009 a Saint-Alban-d'Ay hi havia 491 unitats fiscals que integraven 1.375 persones, la mediana anual d'ingressos fiscals per persona era de 16.693 €.

### Activitats econòmiques
Dels 27 establiments que hi havia el 2007, 1 era d'una empresa alimentària, 2 d'empreses de fabricació d'altres productes industrials, 7 d'empreses de construcció, 3 d'empreses de comerç i reparació d'automòbils, 2 d'empreses de transport, 1 d'una empresa d'hostatgeria i restauració, 1 d'una empresa immobiliària, 6 d'empreses de serveis, 1 d'una entitat de l'administració pública i 3 d'empreses classificades com a «altres activitats de serveis».
Dels 8 establiments de servei als particulars que hi havia el 2009, 1 era una oficina de correu, 1 paleta, 2 fusteries, 2 electricistes, 1 perruqueria i 1 restaurant.
Dels 2 establiments comercials que hi havia el 2009, 1 era una botiga de menys de 120 m² i 1 una fleca.
L'any 2000 a Saint-Alban-d'Ay hi havia 31 explotacions agrícoles que ocupaven un total de 675 hectàrees.

## Equipaments sanitaris i escolars
El 2009 hi havia 2 escoles elementals.

## Poblacions més properes
El següent diagrama mostra les poblacions més properes.